# Чехович, Венедикт Павлович
Венедикт Павлович Чехович (1804—1862) — русский педагог, археограф, переводчик; профессор Киевской духовной академии.

## Биография
Венедикт Чехович родился в 1804 году в селе Лавров, Луцкого уезда, Волынской губернии в семье приходского священника. В возрасте 13 лет он поступил в Острожскую духовную семинарию, куда его подготовил отец. Еще на школьной скамье он обратил на себя внимание преподавателей своими выдающимися способностями и по окончании курса семинарии был отправлен в Киевскую духовную академию. 
Семинария дала ему прекрасное знание латинского, греческого, древнееврейского, французского и немецкого языков; в КДА он специально занимался математикой и 23-летним юношей был оставлен при ней в качестве «бакалавра» математических наук. 
Когда после событий 1830 года в Киеве была учреждена комиссия для разбора дел польских мятежников, он был приглашен к участию в занятиях комиссии в качестве переводчика польских документов; занятия эти с небольшим промежутком продолжались четыре года, до февраля 1835 года. 
В 1833 году Венедикт Павлович Чехович отказался от духовного сана и уволился из духовного звания; отказ этот ухудшил его материальное положение и чрезвычайно не понравился начальству, так что комиссия духовных училищ нашла даже возможным издать указ, которым начальство Академии обязывалось «стараться, при выпуске из Академии воспитанников, узнавать истинное расположение их к принятию духовного сана»; но на карьере Чеховича отказ его не отразился, так как уже в следующем году он был назначен ординарным профессором физико-математических наук. С открытием Киевского университета Венедикт Павлович Чехович был приглашен Советом университета читать физику и заведовать физическим кабинетом, который, строго говоря, целиком обязан В. Чеховичу своим существованием; физику же, по отзывам современников, Чехович читал в том духе, как она преподавалась в духовных заведениях, т. е. не идя далее гимназического курса. После него остались метеорологические наблюдения, произведенные им в 1842—1844 и 1852—1854 гг., но они отличаются неточностью и потому мало ценны в научном отношении. 
С 1838 года Венедикт Павлович Чехович снова был приглашён к участию в занятиях секретной комиссии, учрежденной в Киеве для исследования о тайных обществах, где и работал до 1840 года. 
С 1842 года Венедикт Чехович преподавал физику и в Киевском институте для благородных девиц. В 1846 году Чеховичу пришлось отказаться от преподавания физики в ВУЗе ввиду назначения туда штатного профессора, а в 1850 году он отказался от всех своих обязанностей, с целью отдохнуть, оставив за собой только профессорскую кафедру в Академии, но долго отдыхать не пришлось — его просили занять ответственную должность секретаря внутреннего Правления Академии. Канцелярские занятия слишком были не по душе Чеховичу и, как только он получил приглашение вступить действительным членом в учрежденную в 1857 году при Киевском университете комиссию для описания губернии Киевского университетского округа — он сейчас же отказался от секретарской должности, сохранив за собой только должность секретаря Киевского духовного цензурного комитета. Скоро он оставил и последнюю должность, так как был избран цензором в том же комитете, где, с началом издания «Вестника юго-западной и западной России», явилась настоятельная потребность в человеке, знающем языки, на которых писаны акты, которые могли быть напечатаны в журнале, и знакомом с историей и интересами края; и единогласный выбор членов конференции Академии пал на Чеховича; это была последняя должность, какую он занимал. 
Литературная его деятельность начинается с первых же лет его профессуры: как преподаватель духовно-учебного заведения он был обязан произнести в церкви несколько проповедей. Он сотрудничал в «Воскресном чтении» с самого его основания, но какие именно статьи принадлежали ему, указать теперь сложно, так как по обычаю русских духовных журналов того времени, все статьи, за исключением архиерейских проповедей, являлись в печати без подписи автора. 
Капитальным трудом Чеховича было издание в 1838 году, частью в собственном переводе, частью под его редакцией известной в свое время книги Вебера «Динамика вещества». 
В 1860 году им сделаны переводы «Творений западных отцов церкви», изданные по поручению Священного Синода в «Трудах Киевской Духовной Академии», именно творений Святого Киприана; сам работая в качестве переводчика, Чехович в то же время состоял и редактором этой части «Трудов». 
Честный до щепетильности, сердечный и простой в обращении, Чехович пользовался искренним уважением и любовью как в среде товарищей-сослуживцев, так и среди учащейся молодежи. Убеждения свои всегда высказывал прямо, подчас даже резко, если того требовали обстоятельства, так как слишком было не в его характере жертвовать хотя бы долей своей внутренней независимости и самостоятельности в угоду каким бы то ни было авторитетам и отношениям. Умер Венедикт Павлович Чехович 20 ноября (2 декабря) 1862 года в городе Киеве.